# Listă de actori - Y
|  | Listă de actori \| \| Listă de actori - Y \| Liste alfabetice de actori și actrițe \| Listă de actrițe A - B - C - D - E - F - G - H - I - J - K - L - M - N - O - P - Q - R - S - T - U - V - W - X - Y - Z |

## Actori - Y
| - Tsutomu Yamazaki - Jean Yanne - Bruce Yarnell | - Malik Yoba - Dick York (1928-1992) - Michael York (* 1942) | - Michaël Youn - Gig Young (1913 - 1978) - Robert Young |

## Actrițe
|  | Listă de actrițe \| \| Listă de actori \| Liste alfabetice de actori și actrițe \| Listă de actrițe A - B - C - D - E - F - G - H - I - J - K - L - M - N - O - P - Q - R - S - T - U - V - W - X - Y - Z |